# Melanorivulus bororo
Melanorivulus bororo es un pez de agua dulce la familia de los rivulines en el orden de los ciprinodontiformes.

## Morfología
De cuerpo alargado, los machos pueden alcanzar los 2,5 cm de longitud máxima y kas hembras 2,2 cm. Difiere de la mayoría de las especies de su género en que su pedúnculo caudal en ambos sexos tiene manchas grises violáceas oscuras y en que la región humeral en machos tiene una mancha azul verdoso brillante.

## Distribución geográfica
Se encuentran en ríos de América del Sur, en la cuenca fluvial del río Santana, un afluente de la cabecera del río Paraguay en Brasil.

## Hábitat
Viven en pequeños cursos de agua de clima tropical, de comportamiento bentopelágico y no migrador. Encontrado sobre todo en un pantano poco profundo, a unos 10-20 cm de profundidad, dentro de un bosque.